# Roscanvel
Roscanvel är en kommun i departementet Finistère i regionen Bretagne i västra Frankrike. Kommunen ligger i kantonen Crozon som tillhör arrondissementet Châteaulin. År 2022 hade Roscanvel 825 invånare.

## Befolkningsutveckling
Antalet invånare i kommunen Roscanvel
Referens:INSEE